# Vargem Grande Paulista
Vargem Grande Paulista è un comune del Brasile nello Stato di San Paolo, parte della mesoregione Metropolitana de São Paulo e della microregione di Itapecerica da Serra.